# Chemin de fer Nyon-Saint-Cergue-Morez
Ne doit pas être confondu avec Ligne Nyon – Saint-Cergue – La Cure.
Le chemin de fer Nyon-Saint-Cergue-Morez (NStCM) est une entreprise ferroviaire qui exploite la ligne Nyon – Saint-Cergue – La Cure, longue de 27 kilomètres, à voie unique à écartement métrique, reliant la gare de Nyon à La Cure (hameau situé sur la frontière et partagé entre les communes de Saint-Cergue côté suisse et des Rousses côté français).

## Histoire
- 12 juillet 1916 : inauguration de la section Nyon - Saint-Cergue[1].
- 22 juillet 1916 : inauguration de la section Saint-Cergue - La Cure[1].
- 1921 : Le 7 mars, mise en service de la ligne entre La Cure et Morez.
- août 1944 : Attaque d'un train par des maquisards FFI à la station Sous-les-Barres : 2 douaniers allemands tués[2]
- 1958 : Suppression de la section française (Morez-La Cure).
- 1985-1986 : Nouveau matériel roulant ACMV en remplacement du matériel datant de l'ouverture.
- 2004 : Création de la gare souterraine de Nyon au nord de la gare CFF.
- 2009 : le Projet d'agglomération franco-valdo-genevois étudie une prolongation de la ligne jusqu'au village des Rousses.
- Le 17 août 2017, il est annoncé que ce projet est abandonné pour des raisons réglementaires liées à la définition même du mode de transport[3].
- 2015 : Ouverture de la halte de St-Cergue Les Cheseaux et mise en service du nouveau matériel roulant Stadler. Passage à la cadence au quart d'heure entre Nyon et Genolier le 14 décembre.
- 2022: Mise en service des rames de la seconde série Stadler et rénovation de la halte de la Vuarpillière[4].
- 2023: Ouverture de la halte Trélex-Dépôt destinée à desservir le nouveau dépôt-atelier de l'Asse[5].
- 2025: Rénovation de la gare de Genolier. Deux quais surélevés accessibles avec un passage sous-voie permettent d'entrer de plain-pied dans le train[6].
- À venir: Ouverture du nouveau dépôt à L'Asse.

## Données chronologiques

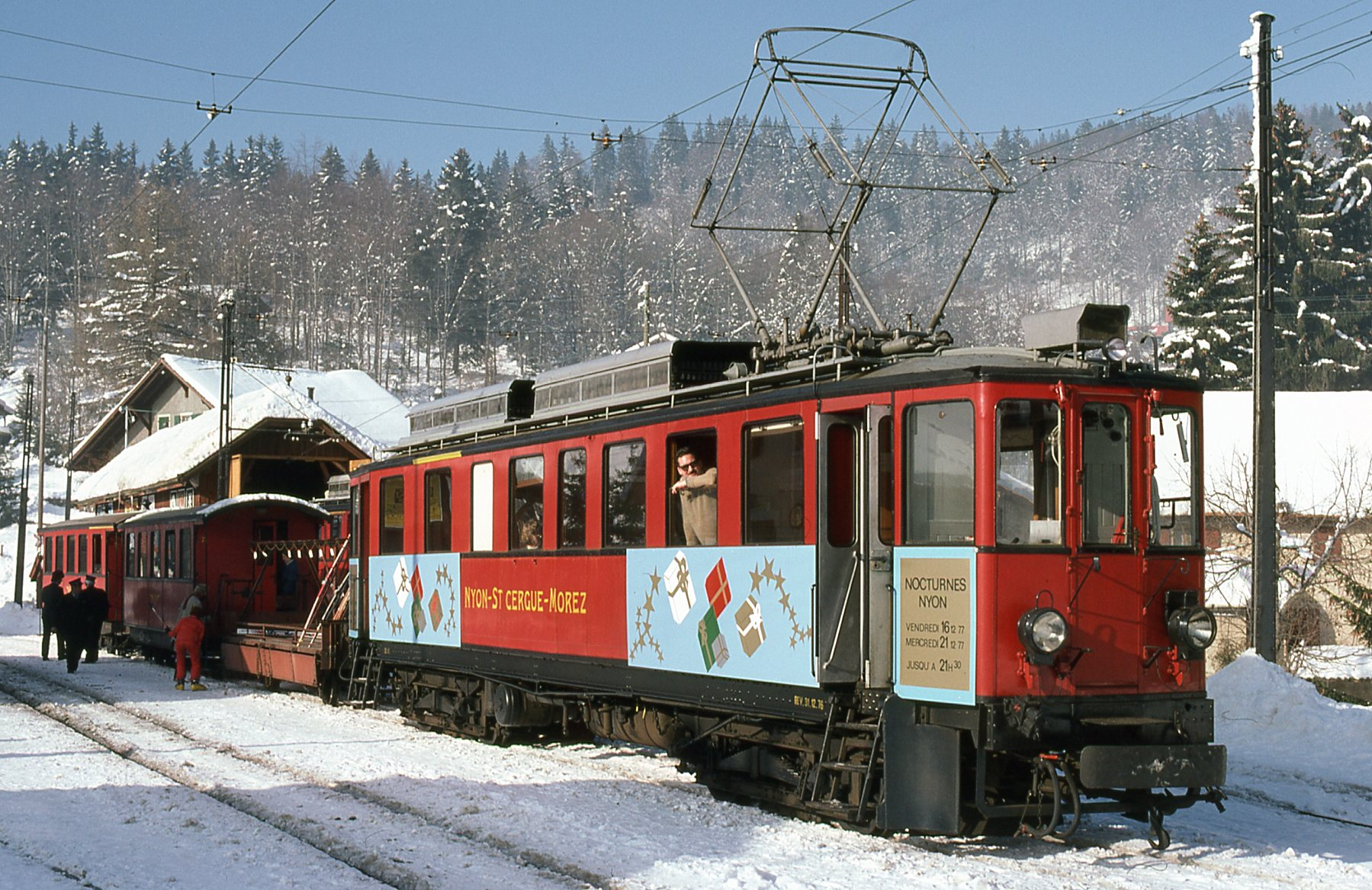
Un précurseur des locomotives publicitaires ? (Décembre 1971).

| Année | Véhic. mot. km parcourus | Voyageurs transportés | Trafic marchandises | dont marchandises | dont poste | Notes                                                 |
| ----- | ------------------------ | --------------------- | ------------------- | ----------------- | ---------- | ----------------------------------------------------- |
| 1916  | 36 980                   | 80 286                | 2 055 t             | 1 899 t           |            |                                                       |
| 1917  | 100 595                  | 151 985               | 8 359 t             | 7 971 t           | 60 t       | première année complète d'exploitation                |
| 1920  | 110 108                  | 162 243               | 8 552 t             | 8 183 t           | 70 t       |                                                       |
| 1930  | 142 787                  | 166 833               | 4 637 t             | 4 318 t           | 70 t       | tronçon français mis en service (7 mars 1921)         |
| 1940  | 93 560                   | 148 964               | 5 363 t             | 5 140 t           | 73 t       |                                                       |
| 1950  | 146 336                  | 154 450               | 3 716 t             | 3 238 t           | 135 t      |                                                       |
| 1960  | 152 558                  | 196 019               | 7 819 t             | 7 481 t           | 188 t      | tronçon français supprimé (27 septembre 1958)         |
| 1970  | 179 599                  | 244 420               | 2 316 t             | 2 116 t           | 178 t      |                                                       |
| 1980  | 212 144                  | 396 926               | 2 841 t             | 2 545 t           | 296 t      |                                                       |
| 1990  | 391 820                  | 713 333               | 1 026 t             | 522 t             | 504 t      | nouveau matériel mis en service (21 décembre 1985)    |
| 1996  | 440 912                  | 828 224               | 567 t               | 4 t               | 563 t      | suppression du trafic marchandises (1er janvier 1991) |
| 1999  | 437 513                  | 850 125               | 234 t               | 1 t               | 233 t      | suppression du trafic postal (29 mai 1999)            |
| 2000  | 443 672                  | 801 820               | -                   | -                 | -          |                                                       |
| 2005  | 476 328                  | 928 601               | -                   | -                 | -          | nouvelle gare de Nyon en service (4 juillet 2004)     |
| 2008  | 451 661                  | 1 114 104             | -                   | -                 | -          |                                                       |
| 2010  |                          | 1 250 000             |                     |                   |            |                                                       |

## Matériel roulant

### Matériel roulant actuel

#### Véhicules moteurs
- 2 automotrices Be 4/4 no 204 et 205 (ACMV, 1985-86)
- 1 automotrice BDe 4/4 no 211 (ACMV, 1991)
- 1 tracteur diesel XTm 2/2 no 251 (1984)
- 4 rames automotrices Stadler ABe 4/8 no 401-402 à 407-408 (Stadler, 2015)
- 6 rames automotrices Stadler ABe 4/8 no 409-410, 411-412, 413-414, 415-416, 417-418 et 419-420 (Stadler, 2022)
- 1 locomotive bimode Stadler Gem 2/2 no 451 (Stadler, 2017)
- 1 Tracteur Diesel Tm no 452 (Stadler, 2023)

#### Voitures voyageurs
- 2 voitures-pilote Bt no 301 et 302 (ACMV, 1985-86) transformées en ABt en 2015 par adjonction d'un compartiment première classe[8].

#### Wagonsmarchandises
Le trafic des marchandises n'étant, de nos jours, plus assuré, la plupart des wagons ont été reconvertis en véhicules de service. Le solde a été cédé aux Chemins de fer malgaches.
- D 381 Fourgon (ex-RhB et YSC) reconverti en wagon bureau-réfectoire pour le service de la voie en 2017.
- X 102, Wagon plat de transport de rails "La Salamandre" créé sur le châssis de l'automotrice ABDe 4/4 no 2 rallongé.
- X 103, Fourgon postal reconverti en lieu de stockage.
- X 104 et 105, wagons plats "Ben Et Vole" et "Ben Et Fils".
- X 106, chasse-neige Zaugg sur base d'un ancien wagon plat.
- X 107, Wagon grue "La Grue Hier".
- X 108, Wagon nacelle " 'Tite Annik".
- X 121 à 122 wagons ballastières.

### Remplacement progressif du matériel roulant

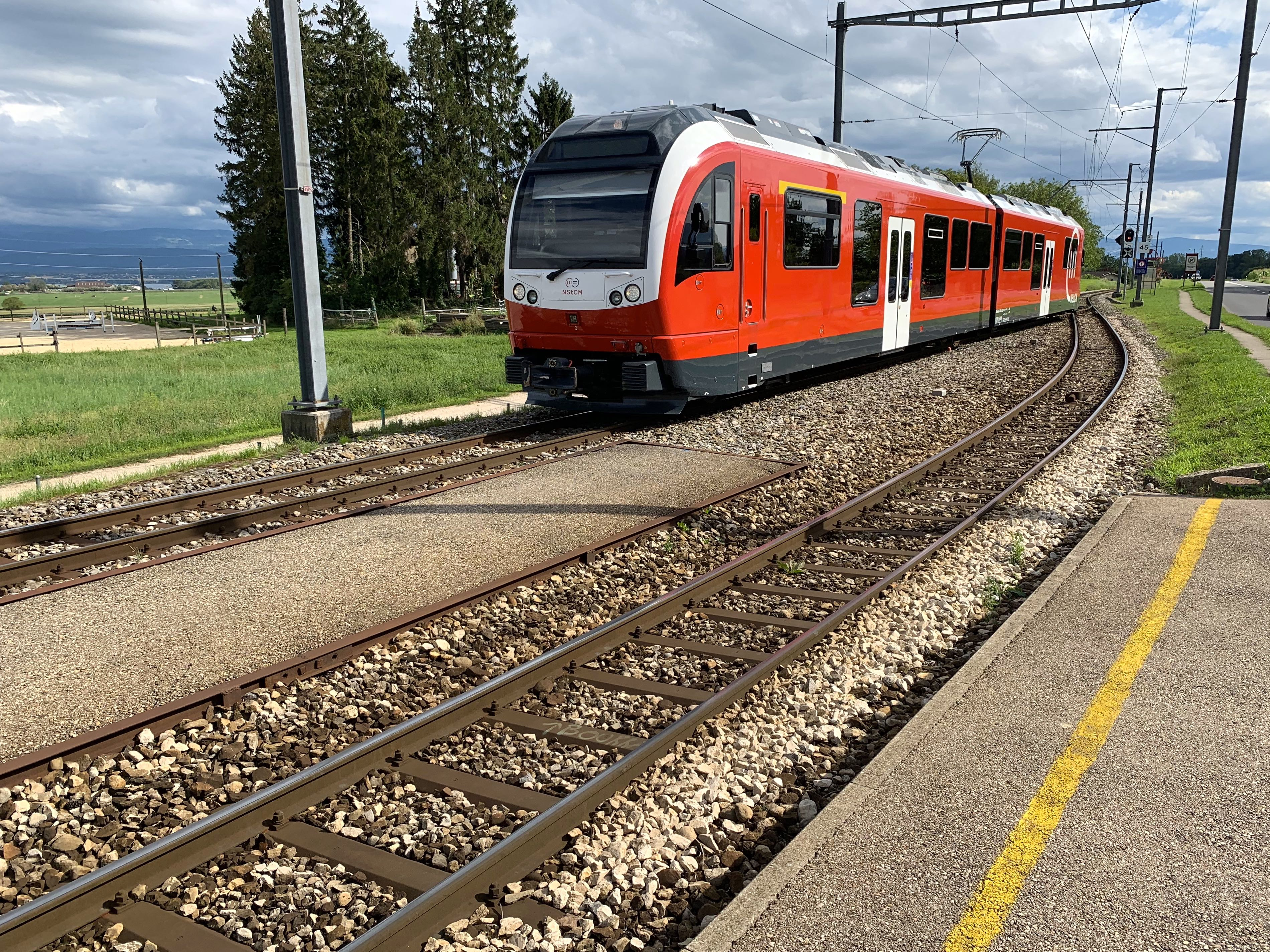
Les nouvelles rames automotrices Stadler Stadler Rail.

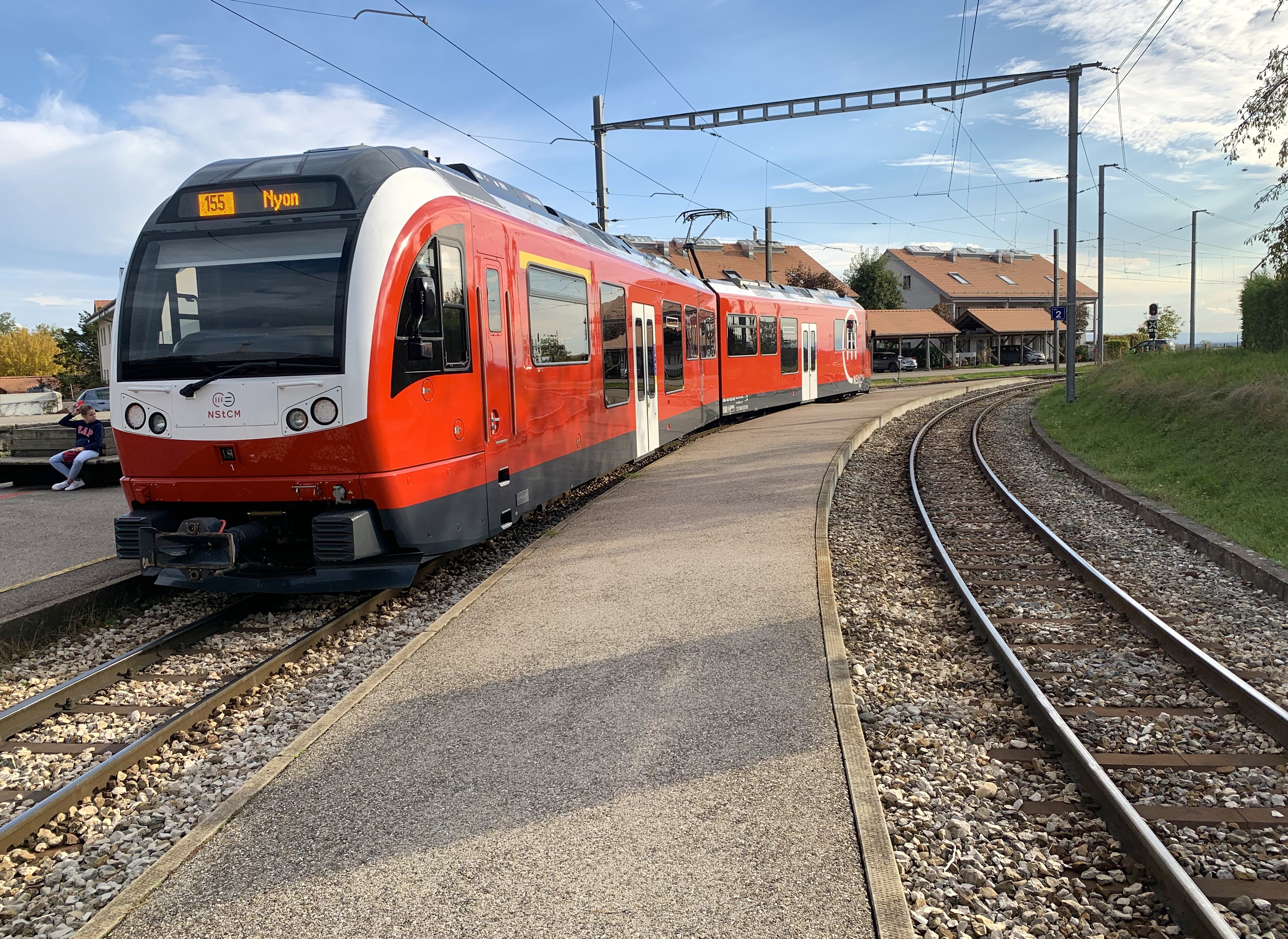
Automotrice ABe 4/8 401-402 Stadler Stadler Rail

De nouvelles rames Stadler à plancher surbaissé ont été mises en service au mois d'octobre 2015. Ces rames entrent dans le cadre d'une commande de plusieurs compagnies à voie étroite de Suisse romande, soit le MBC, le MOB, TRAVYS et les TPF afin de convenir à la loi sur l'égalité pour les personnes handicapées. Une seconde série de six rames identiques à celles de 2015 ont été commandées en 2019 pour une livraison dès 2021. Leur mise en service s'accompagnera de la mise au rebut des automotrices et voitures-pilotes de 1985. La BDe 211 sera gardée comme véhicule de service.
Le 20 avril 2022, la compagnie a mis en service les deux premières automotrices (409-410 et 411-412) de la nouvelle série commandée en 2019. À la fin de l'été, l'ensemble de la nouvelle série sera mis en circulation,.

### Matériel roulant ancien

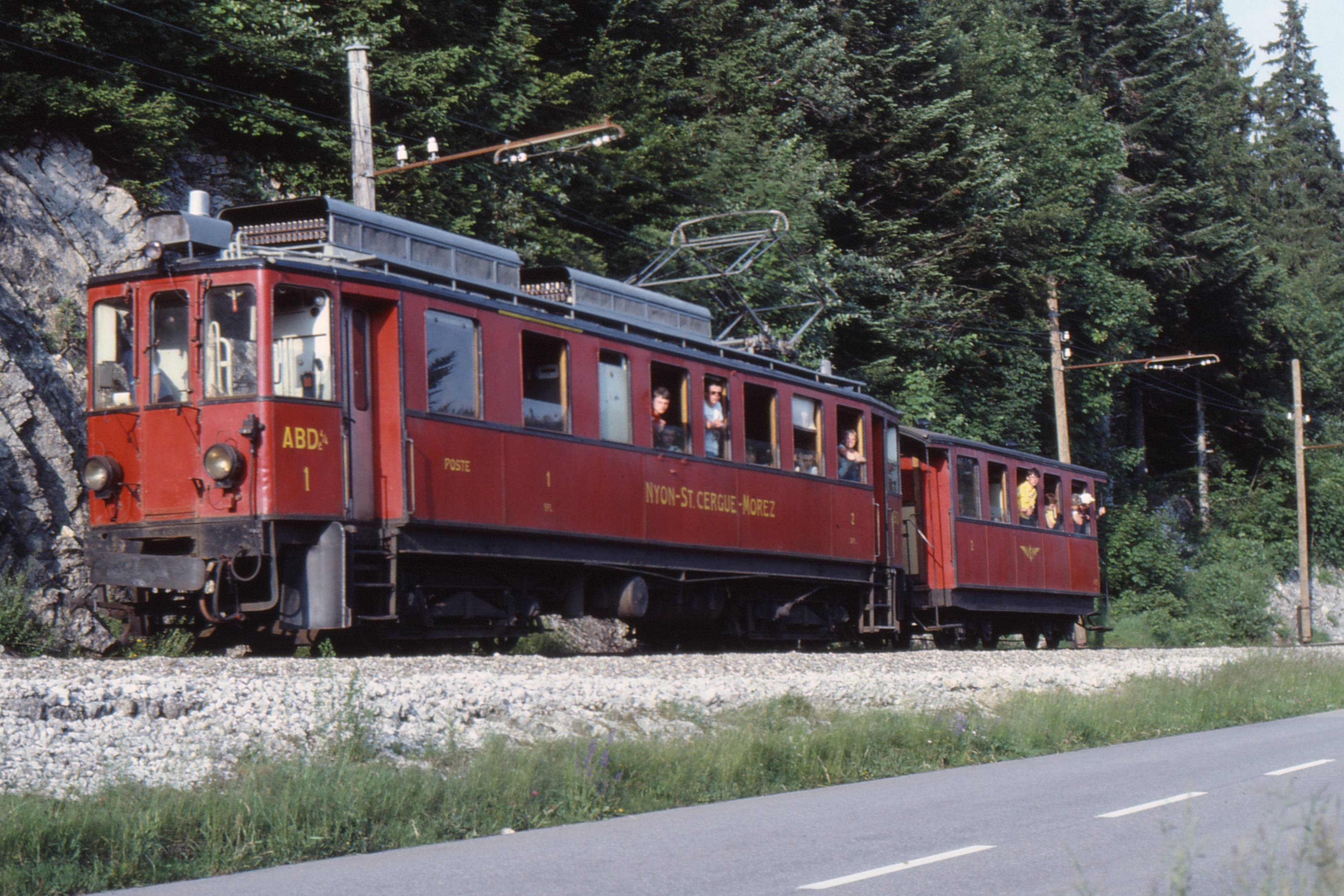
Motrice ABDe 1 et voiture à bogie série BC 22-24.

#### Véhicules moteurs
- ABDe 4/4 1, 1914, SWS / BBC, 25 places, 32 tonnes, cédée au chemin de fer de la Mure en 1986
- ABDe 4/4 2, 1936, CGCEM /  BBC, 36 places, 34 tonnes, ex Chemins de fer électriques du Jura (CFEJ) n°2, transformée en wagon plat X 102 « Salamandre » (1991)
- ABDe 4/4 3, 1924, Dyle & Bacalan, Bordeaux / BBC, 36 places, 32 tonnes, ex Chemins de fer électriques du Jura (CFEJ) n°1, démolie en 1980
- ABDe 4/4 5, 1914, SWS / BBC, 25 places, 32 tonnes, cédée au chemin de fer de la Mure en 1986
- ABDe 4/4 6, 1914, SWS / BBC, 25 places, 32 tonnes, démolie en 1981
- ABDe 4/4 10, 1918, SWS / BBC, 15 places, 32 tonnes, cédée au chemin de fer de la Mure en 1991, puis à l'association Nyon-St.Cergue Rétro en 2010
- ABDe 4/4 11, 1918, SWS / BBC, 15 places, 32 tonnes, cédée au chemin de fer de la Mure en 1992
- BDe 4/4 no 221 (ex-LEB no 22, 1935) démolie en 2019[11]
- BDe 4/4 no 231 et 232 (ex-CJ no 606 et 607, 1953) démolies en 2015
- Be 4/4 201 à 203, 1985, ACMV, démolies en 2022
- Tm 2/2 no 261 (tracteur diesel,1958) démoli en 2015

#### Voitures voyageurs
- AB 20, 1915, SIG, 24 places, 7,2 tonnes, cédée aux voies ferrées du Velay, restaurée, en service
- AB 21, 1915, SIG, 24 places, 7,2 tonnes, cédée au Dampfbahn Furka-Bergstrecke et démolie
- BC 22, 1915, SIG, 30 places, 8,3 tonnes, cédée au Dampfbahn Furka-Bergstrecke et démolie
- BC 23, 1915, SIG, 30 places, 8,3 tonnes, cédée au chemin de fer de la Mure, puis à l'association Nyon-St.Cergue Rétro en 2022, après une décennie d'abandon[12]
- BC 24, 1915, SIG, 30 places, 8,3 tonnes, cédée au chemin de fer de la Mure
- C 25, 1930, construction dépôt de Nyon, transformée en wagon plat Rklm 25 (1978)
- C 26, 1930, construction dépôt de Nyon, transformée en wagon plat X 108 (1976)
- C 27, 1934, CGCEM, 30 places, 7 tonnes, cédée à l'AFCDN
- BC 51, 1918, SWS, 48 places, 13 tonnes, cédée à l'école d'Attalens
- BC 52, 1918, SWS, 48 places, 13 tonnes, cédée au chemin de fer de la Mure, puis à l'association du Train du Bas-Berry en juillet 2022, après une décennie d'abandon[13].
- BC 61, 1922, Dyle et Bacalan,48 places, 13 tonnes, cédée au chemin de fer de la Mure, puis à l'association du Train du Bas-Berry en  juillet 2022, après une décennie d'abandon.
- BC 62, 1922, Dyle et Bacalan,48 places, 13 tonnes, cédée au chemin de fer de la Mure, puis à l'association du Train du Bas-Berry en juillet 2022, après une décennie d'abandon.
- Bt 331 (ex-CJ no 705, 1953), démolie en 2015
- B 341 et 342 (ex-BD et BTI, 1949), démolies en 2017
- ABt 303 à 305, 1986-86, ACMV, démolies en 2022

##### Voitures ex-CF vicinaux Haute Saône
- B 3, 1902, ANF, 30 places, 8,5 tonnes, cédée au chemin de fer de la Mure
- B 7, 1910, ANF, 30 places, 8,5 tonnes, ex A7v, cédée au chemin de fer Blonay-Chamby

##### Voitures ex-CF vicinaux Jura
- B 4, 1902, ANF, 30 places, 8,7 tonnes, démolie en 1989
- B 5, 1902, ANF, 30 places, 8,7 tonnes, cédée au chemin de fer de la Mure
- B 6, 1902, ANF, 30 places, 8,7 tonnes, démolie en 1946, bogies utilisés pour voiture C 25

#### Wagonsmarchandises

##### Wagons couverts
- K 30 à 33, SIG 1916, poids 5.6t, devenus G 30 à 33
- K 34-35, Dyle & Bacalan 1922, poids 5.6t, devenus G 34 à 35
- K 36-37, Decauville 1924, poids 5.6t, devenus G 36 à 37

##### Wagons tombereaux
- L 40 à 43, SIG 1916, poids 4,1 tonnes,
- L 44-47, Dyle & Bacalan 1922, poids 4,8 tonnes,
- L 48-50, Decauville 1924, poids 4,8 tonnes,

##### Wagons plats
- M 1 à 8, SIG 1916, poids 4,8 tonnes,
- M 9-11, Dyle & Bacalan 1922, poids 4,8 tonnes,
- M 12, Decauville 1924, poids 4,8 tonnes,

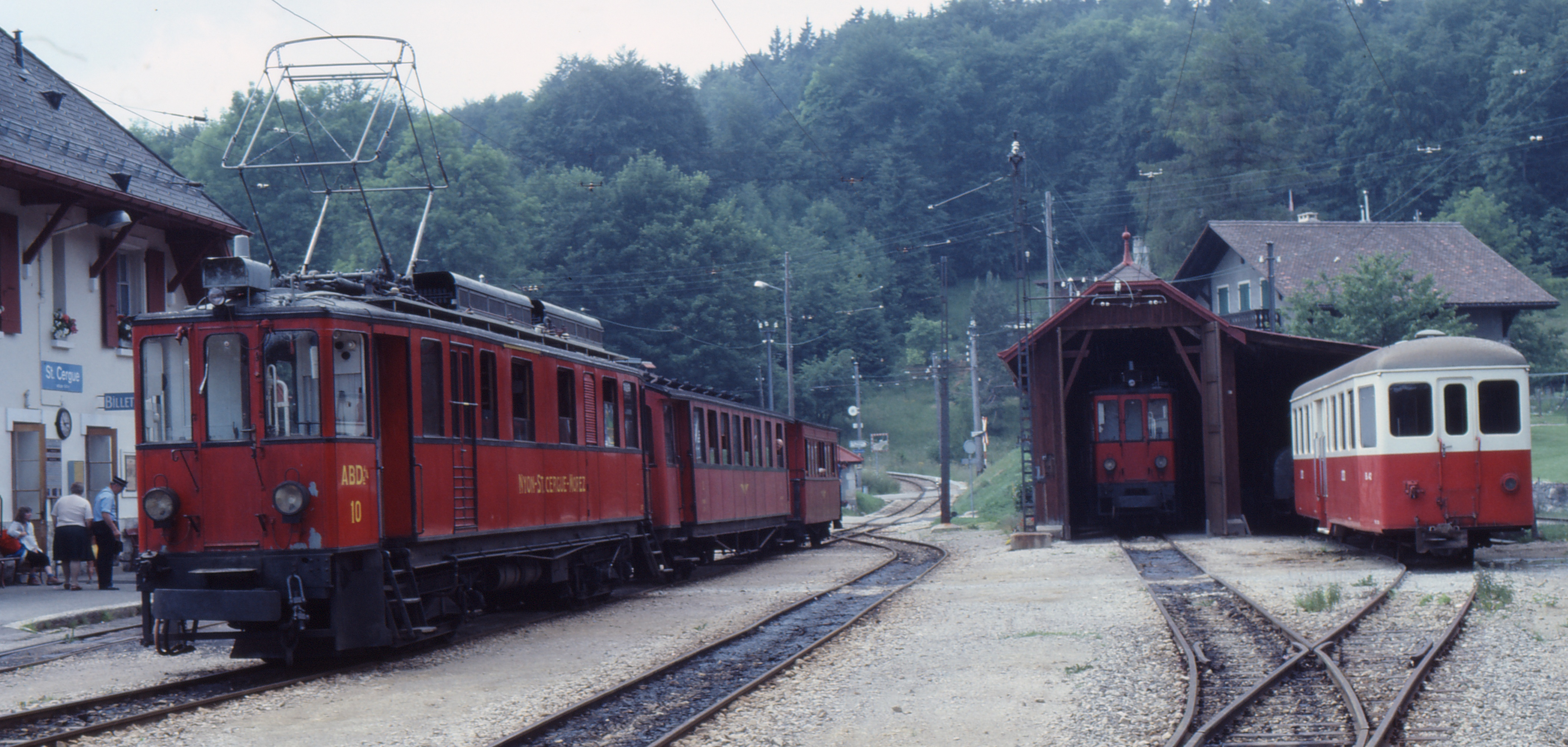
ABDe 4/4 10 et B42 ex-BTI en gare de Saint-Cergue en 1983.

## Matériel NStCM préservé

### Automotrices
- ABDe 4/4 1 et 5, chemin de fer de la Mure, depuis 1986
- ABDe 4/4 10, chemin de fer de la Mure depuis 1992, rapatriée en Suisse par l'association Nyon-St.Cergue Rétro en 2010.
- ABDe 4/4 11, chemin de fer de la Mure depuis 1992

### Voitures voyageurs
- B 3, 1902 ANF, 30 places, 8,3 tonnes, ex cf Vicinaux Haute Saône, acquise en 1992, chemin de fer de la Mure
- B 5, 1907 ANF, 30 places, 8,3 tonnes, ex cf Vicinaux Jura, acquise en 1992, chemin de fer de la Mure
- B 7, 1910 ANF, 30 places, 8,3 tonnes, ex chemins de fer vicinaux de la Haute Saône, dite « impériale », préservée Chemin de fer-Musée Blonay-Chamby

- AB 20, préservée par les Voies Ferrées du Velay
- BC 23-24,1915 SIG, 30 places, 8,3 tonnes, acquises en 1985 par le chemin de fer de la Mure, la BC 23 a été rapatriée à Givrins le 17 août 2022 par l'association Nyon-St. Cergue Rétro.

- BC 52, 1918 SWS, 48 places, 13 tonnes, acquise en 1985 par le chemin de fer de la Mure, puis par le Train du Bas-Berry à l'été 2022.
- BC 61-62, 1922, Dyle et Bacalan, 48 places, 13 tonnes, acquise en 1985 par le chemin de fer de la Mure, puis par le Train du Bas-Berry à l'été 2022.

- C27, transformée en wagon atelier X103, a été préservée dans un premier temps par les Voies ferrées du Velay. Depuis décembre 2007, elle fait partie de la collection de l'Association des Chemins de Fer des Côtes-du-Nord.

### Association Nyon-St.Cergue Rétro
En 2008 est créée l'association Nyon-St.Cergue Rétro dont le but est de rapatrier l'automotrice ABDe 4/4 10 de 1918 et de la restaurer afin de la faire circuler avant 2016, date du centenaire de la ligne. Ce transfert a eu lieu le 17 avril 2010. En août 2019, la rénovation n'a pas encore été terminée. En août 2022 a été rapatriée la voiture voyageurs BC 23 de 1915 pour être elle aussi restaurée. Elle était, tout comme le reste du matériel roulant NStCM encore à la Mure, garée en gare de Saint-Georges-de-Commiers pour le compte du Chemin de fer touristique de la Mure qui a cessé le service ferroviaire sur la partie basse de la ligne en 2010 à la suite d'un éboulement. Pour la remise en service de la partie haute de la ligne, partant de la Mure, en 2021, seul une partie de l'ancien matériel a été repris et restauré, n'incluant aucune automotrice ou voiture ayant auparavant appartenu au NStCM, les laissant donc à l'abandon à Saint-Georges-de-Commiers.